# ハンノキ属
ハンノキ属（ハンノキぞく、学名：Alnus）は、カバノキ科に分類される属。世界に約30種、日本に約10種がある（分類によって数は一定しない）。落葉広葉樹で、北半球の温帯やアンデス山脈沿い、アルゼンチン等に分布する。生育立地が川や湖沼など水気の多いところにある種が多い。学名の Alnus（アルヌス）は、ラテン語で「水辺に生える」を意味する Alor amne から採られたといわれる。

## 種
下記に主な種を記載する。
- Alnus acuminata - アンデス山脈、南米に分布。
- Alnus cordata - イタリアに分布。
- Alnus cremastogyne
- Alnus crispa (Syn. Alnus viridis ssp. crispa) - 北米北部に分布。
  - Alnus crispa ssp. crispa キョクホクミヤマハンノキ
  - Alnus crispa ssp. maximowiczii f. grandifolia オオバミヤマハンノキ - 日本に分布。
  - Alnus crispa ssp. maximowiczii var. sachalinensis カラフトミヤマハンノキ
- Alnus fauriei ミヤマカワラハンノキ - 日本に分布。
- Alnus firma ヤシャブシ - 日本に分布。
  - Alnus firma f. hirtella ミヤマヤシャブシ
- Alnus glutinosa ヨーロッパハンノキ - Black Alder。ヨーロッパに分布。
- Alnus hirsuta (Syn. A. incana ssp. hirsuta) ヤマハンノキ（広義） - Manchurian Alder。日本、北東、中央アジアの山間部に分布。
  - Alnus hirsuta var. hirsuta ケヤマハンノキ
  - Alnus hirsuta var. sibirica ヤマハンノキ
- Alnus incana - Grey Alder。ユーラシアに分布。
- Alnus inokumae タニガワハンノキ - 日本に分布。
- Alnus japonica ハンノキ - 日本に分布。
  - Alnus japonica f. arguta エゾハンノキ
  - Alnus japonica f. koreana ケハンノキ
  - Alnus japonica var. formosana (Syn. A. formosana) タイワンハンノキ - Formosan Alder。台湾に分布。
- Alnus jorullensis - Mexican Alder。メキシコ、グアテマラに分布。
- Alnus mandshurica マンシュウハンノキ - 北東アジアに分布。
- Alnus maritima - Seaside Alder。北米東海岸とオクラホマに分布。
- Alnus matsumurae ヤハズハンノキ - 日本に分布。
- Alnus nepalensis ネパールハンノキ - Nepalese Alder。ヒマラヤ東部、中国北西部に分布。
- Alnus nitida - Himalayan Alder。ヒマラヤ西部に分布。
- Alnus oblongifolia (Syn. A. incana ssp. oblongifolia) - Arizona Alder。アメリカ南西部に分布。
- Alnus orientalis - Oriental Alder。トルコ南部、シリア北西部、キプロスに分布。
- Alnus pendula ヒメヤシャブシ - 日本、韓国に分布。
- Alnus rhombifolia - White Alder。北米内陸部に分布。
- Alnus rubra - Red Alder。北米西海岸に分布。
- Alnus rugosa (Syn. A. incana ssp. rugosa) - Speckled Alder。アメリカ北東、北部に分布。
- Alnus serrulata - Hazel alder, Tag Alder or Smooth alder。北米東部に分布。
- Alnus serrulatoides カワラハンノキ - 日本に分布。
  - Alnus serrulatoides f. katoana ケカワラハンノキ
- Alnus sieboldiana オオバヤシャブシ - 日本に分布。
- Alnus subcordata - Caucasian Alder。イラン、コーカサスに分布。
- Alnus tenuifolia (Syn. A. incana subsp. tenuifolia) - Thinleaf or Mountain Alder。アメリカ北西部に分布。
- Alnus trabeculosa サクラバハンノキ - 日本、中国に分布。
- Alnus viridis - Green Alder。世界に広く分布。
  - Alnus viridis ssp. viridis - ユーラシアに分布。
  - Alnus viridis ssp. maximowiczii (Syn. A. maximowiczii, A. hakkodensis) ミヤマハンノキ（サルクラハンノキ） - 日本に分布。
  - Alnus viridis ssp. sinuata (Syn. A. sinuata) - Sitka Alder or Slide Alder。北米西部、シベリア北東部に分布。

### 雑種
- Alnus x hanedae アイノコヤシャブシ
- Alnus x hosoii イワキハンノキ
- Alnus x mayrii ウスゲヒロハハンノキ
  - Alnus x mayrii nothovar. glabrescens ヒロハハンノキ
- Alnus x moriokaensis モリオカハンノキ
- Alnus x peculiaris タルミヤシャブシ
- Alnus x suginoi ウラジロカワラハンノキ